# Carmen Grande Pardo
Carmen Grande Pardo (Tres Cantos, 19 de gener de 1997) és una jugadora de bàsquet espanyola.
Es formà al Club de Baloncesto Tres Cantos, posteriorment jugà al Tuenti Móvil Estudiantes (2013-14) i al Rivas Ecópolis (2014-15), on debutà a la Lliga Femenina. El 2015 completà la seva formació competint a la NCAA, primer al Ball State Cardinals (2015-18), destacant com una de les màximes assistents de la competició, i després a l'Ohio State Buckeyes (2018-19). Retorna a la competició estatal la temporada 2020-21 jugant al Movistar Estudiantes (2020-21) i després amb el Baxi Ferrol (2021-22). La temporada 2022-23 jugà al Casademont Zaragoza amb el qual aconseguí la Copa de la Reina (2023), primer títol de l'entitat. L'any següent fitxà pel Cadí La Seu, amb el qual ha guanyat una Lliga catalana (2023).